# چمن‌لی (مورگل)
چمن‌لی (به ترکی استانبولی: Çimenli) یک منطقهٔ مسکونی در ترکیه است که در مورگل واقع شده‌است. چمن‌لی ۷۰ نفر جمعیت دارد.